# Andrés Rodríguez (Politiker)
Andrés Rodríguez Pedotti (* 19. Juni 1923 in Borja, Departamento Guairá; † 21. April 1997 in New York City) war ein paraguayischer Armeeoffizier und Politiker, der zwischen dem 3. Februar 1989 und dem 15. August 1993 Präsident von Paraguay war. Er führte den Staatsstreich am 2. und 3. Februar 1989 gegen den Diktator, General der Armee Alfredo Stroessner Matiauda.

## Leben
Andrés Rodríguez Pedotti wurde am 19. Juni 1923 in Borja, Paraguay geboren und arbeitete auf den Zuckerrohrfeldern seiner Heimatstadt, bevor er als Kadett am Marshal Francisco Solano López Military College eintrat. 1947 nahm er an der paraguayischen Revolution in den Streitkräften teil, die die Regierung von General Higinio Morínigo von der Colorado-Partei verteidigten.
Rodriguez unterstützte Alfredo Stroessner, als dieser Federico Chaves durch einen Putsch entmachtete. Zum Dank hierfür wurde er von Stroessner vom Hauptmann zum Oberst befördert und zum Befehlshaber des 3. Kavallerie-Regimentes ernannt. 1961 wurde er zum Kommandeur der 1. Kavallerie-Division, der bedeutendsten Armee-Einheit Paraguays. 1967 wurde er zum Brigadegeneral befördert, 1970 zum Divisionsgeneral. Seit 1968 galt er als zweitstärkster Mann des Landes und war dafür verantwortlich, öffentlich und regelmäßig die Zugehörigkeit der Armee zur Regierung von General Alfredo Stroessner zu demonstrieren. Er war einer der wichtigsten Vertrauten von Stroessner; seine Tochter Martha heiratete dessen Sohn Hugo Alfredo Stroessner Mora.
1970 wurde er verdächtigt, am Drogenschmuggel beteiligt zu sein. Die USA verhängten daher ein Einreiseverbot gegen ihn. 1986 wurde sein persönlicher Pilot Juan Viveros in den USA verhaftet, als er versuchte, 43 Kilogramm Heroin in seinem Flugzeug einzuschmuggeln. Rodríguez war unter der Herrschaft von Stroessner eine der reichsten Personen in Paraguay. Neben einem hohen monatlichen Gehalt besaß er auch die größte Brauerei des Landes, eine Import-Export-Firma, Kupfer-Kabel-Unternehmen und eine Reihe von Ranches.
Im Zuge der Umstrukturierung der Streitkräfte wurde er 1980 zum Befehlshaber des 1. Armeecorps.
1989 war Rodríguez Anführer eines Putsches zum Sturz Stroessners. Nachdem er die Macht ergriffen hatte, veranlasste er die Verhaftung von hochrangigen Mitgliedern der Militärdiktatur unter Stroessner und führte freie demokratische Wahlen in Paraguay ein.
Geschwächt durch eine Krebserkrankung wurde er 1993 von Juan Carlos Wasmosy abgelöst. Rodríguez starb 1997 in New York City.